# Ronnie Lane's Slim Chance
Ronnie Lane's Slim Chance è il secondo album in studio da solista del musicista britannico Ronnie Lane, fondatore dei gruppi Small Faces e Faces. Il disco è stato pubblicato nel 1975.

## Tracce
1. Little Piece of Nothing (tradizionale) – 2:23
2. Stone (Ronnie Lane) – 4:06
3. Bottle of Brandy (Isaacs Family) – 2:46
4. Street Gang (Lane, Ruan O'Lochlainn, Steve Simpson) – 4:04
5. Anniversary (Lane) – 2:57
6. I'm Gonna Sit Right Down (and Write Myself a Letter) (Fred Ahlert, Joe Young) – 2:53
7. I'm Just a Country Boy (Fred Brooks, Marshall Barer) – 2:42
8. Ain't No Lady (Lane, O'Lochlainn, Kate Lambert) – 4:22
9. Blue Monday (Fats Domino, Dave Bartholomew) – 4:07
10. Give Me a Penny (Lane) – 2:57
11. You Never Can Tell (Chuck Berry) – 4:31
12. Tin and Tambourine (Lane, Lambert) – 4:09
13. Single Saddle (Arthur Altman, Hal David) – 3:02